# Шлюзное
Шлюзное (до 1938 — Войнотен (нем. Woynothen), до 1946 — Кляйнноркиттен (нем. Kleinnorkitten)) — посёлок в Черняховском районе Калининградской области. 

## География
Расположено на левом (южном) берегу реки Преголи.
На территории поселка находится Шлюз № 3 на реке Преголе, год постройки примерно 1920 годов.

## История
Поселение относилось к исторической области под названием Надровия, завоёванной Тевтонским орденом. Называлось называлось Войнотен до 1938 года.
В 1938 году властями гитлеровской Германии Войнотен был переименован в Кляйнноркиттен в рамках кампании по упразднению в Восточной Пруссии топонимики литовского происхождения.
По исходе Второй мировой войны передан в состав РСФСР - СССР, в 1946 году переименован в Шлюзное. Ныне в составе России как правопреемницы СССР.
До 2015 года входил в состав Свободненского сельского поселения.

## Население
| 1910 | 2002 | 2010 |
| ---- | ---- | ---- |
| 116  | ↘17  | ↘3   |